# Arnhem: The Story of an Escape
Arnhem: The Story of an Escape (Nederlandse titel: Arnhem: het verhaal van een ontsnapping) is een Nederlands-Britse televisiefilm uit 1976 over Operatie Market Garden. Het is de verfilming van het boek Travel by Dark: After Arnhem, de autobiografie van Graeme Warrack.

## Rolverdeling
| Acteur           | Personage            |
| ---------------- | -------------------- |
| Graeme Warrack   | John Hallam          |
| Tineke           | Marie Louise Stheins |
| Lt. Low          | Mark Russell         |
| Finnegan         | Paul Copley          |
| SS Sgt. Majoor   | Wolf Kahler          |
| Martin Herford   | Gavin Campbell       |
| Theo Redman      | John Nettles         |
| Harlow           | William Hoyland      |
| Hugh McCabe      | Philip Bowen         |
| König            | Willy Bowman         |
| Lt. Narka        | Carl Duering         |
| Hanneke          | Barbara Masbeck      |
| Vader            | Sacco van der Made   |
| Piet van Arnhem  | Niek Pancras         |
| Nederlandse gids | Tom Jansen           |
| John Forbes      | David Quilter        |
| Gidsen           | Dick Schouten        |
| Gidsen           | Jan Mojel            |
| Boer             | Jan van Velthuisen   |
| Engelse dame     | Peggy Ann Wood       |